# فاصولياء حمراء (فاصولياء الكلى)

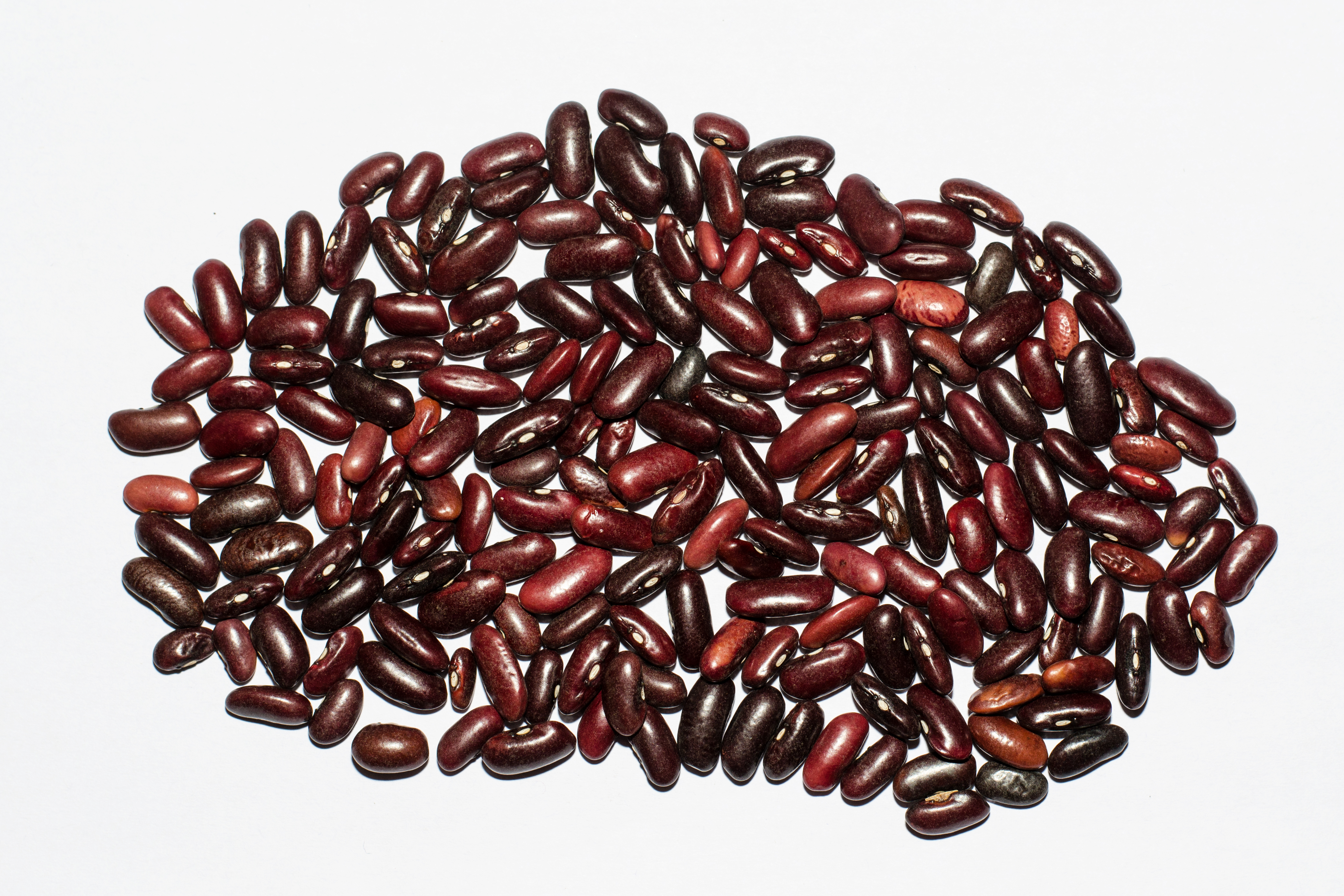
الفاصولياء المجففة

الفاصولياء الحمراء أو فاصولياء الكلى هي أحد أنواع البقوليات ونوع من الفاصولياء، سميت بهذا الاسم بسبب شكلها المشابه لكلى الإنسان.

## السمية
تحتوي الفاصوليا الحمراء نسبيا على كميات عالية من فيتوهيماجلوتينين [الإنجليزية] وبالتالي فهي أكثر سمية من معظم أنواع الفاصوليا الأخرى إذا لم يتم نقعها وغليها لمدة 10 دقائق على الأقل. توصي إدارة الغذاء والدواء الأمريكية بغليها لمدة 30 دقيقة للتأكد من وصولها إلى درجة حرارة كافية لتدمير السم تمامًا. الطهي على درجة حرارة أقل من 80 °م (176 °ف) ، كما هو الحال في جهاز الطهي البطيء ، لا يكفي لتدمير السم، وقد تم الإبلاغ عن أنه يسبب التسمم الغذائي. ومع ذلك، فإن الفاصولياء الحمراء المعلبة آمنة للأكل مباشرة من العلبة، حيث يتم طهيها قبل شحنها. يمكن أن يؤدي تناول خمس حبات من الفاصوليا النيئة أو حبة واحدة من الفاصولياء الحمراء غير المطبوخة جيدًا إلى الغثيان الشديد والإسهال والقيء وآلام البطن.